# Remo Romeo
Remo Romeo (* 24. Juli 1934 in Genua) ist ein italienischer Dokumentarfilmer.

## Leben
Der Sohn einer Familie aus Catania siedelte nach Syracus über und erlangte einen Abschluss in Medizin, in welchem Bereich er auch als Universitätsdozent arbeitete. Auf diesem Gebiet spezialisierte er sich auf Physiotherapie und Rehabilitation.
Daneben schloss Romeo das Centro Sperimentale di Cinematografia in Rom im Fach Regie ab und wirkte er als Schauspieler am Dialekttheater. Er ist Präsident des „Circolo del Cinema Aretuoso di Siracusa“ und war Begründer des „Museo dal Cinema di Siracusa“. Seit 1966 drehte er kurze Animationsfilme und vier Jahre später begab er sich auf das Feld der Dokumentationen, von denen er (meist sizilienbezogene) zahlreiche Werke fertigte. 1977 inszenierte er für de Aurora Sicania Film zwei Spielfilme, die kaum Verbreitung fanden und heute vergessen sind. Für seine Filme erhielt er etliche Amateurpreise.
Romeo verfasste mehrere Bücher zum Theaterschaffen und zu anderen kulturellen Themen Siziliens.

## Filmografie
- 1975: Il figliuol prodigo
- 1976: Le filastrocche del delitto